# 千葉県立図書館
千葉県立図書館（ちばけんりつとしょかん）は、千葉県が運営する公共図書館の総称。
千葉市にある千葉県立中央図書館、松戸市にある千葉県立西部図書館、旭市にある千葉県立東部図書館の3館からなる。3館は2029年度に千葉市の青葉の森公園内に開館される新県立図書館・県文書館複合施設に移設される予定である。
2010年に千葉大学附属図書館と相互協力協定を締結し、同図書館の資料も相互貸借または文献複写により利用可能となっている。

## 新複合施設への移転と既存分館の廃止
2017年12月、千葉県生涯学習審議会は県立3館を「1館へ集約することが望ましい」とする答申を出した。2019年6月、千葉県と千葉県教育委員会は「新千葉県立図書館等複合施設基本計画（原案）」を発表し、中央図書館・西部図書館・東部図書館を1館に統合、千葉県立青葉の森公園内に移転し整備、千葉県文書館も併設する計画を発表した。同年8月、千葉県・千葉県教育委員会は「新千葉県立図書館等複合施設基本計画」を策定し、2021年3月には、施設の具体的な建設計画が記載された「新千葉県立図書館・県文書館複合施設整備企画」を公開した。
千葉県は、西部図書館と東部図書館の廃館後の施設利用については、松戸市と旭市への移譲も視野に議論を進めるという説明をしている。2019年3月11日、日本建築学会は、中央図書館には建築上の歴史的価値があることから、廃館後も保存活用を行うよう要望した。

## 千葉県立図書館一覧
千葉県立中央図書館
- 所在地　千葉市中央区市場町11-1（北緯35度36分11.8秒 東経140度7分32.7秒 / 北緯35.603278度 東経140.125750度）
- 県立3館の調整機能を持つセンター館。参考図書、専門図書、基本図書中心。千葉県関係資料・児童サービスを充実。

千葉県立西部図書館
- 所在地　松戸市千駄堀657-7（北緯35度47分55.3秒 東経139度56分26.1秒 / 北緯35.798694度 東経139.940583度）
- 自然科学・技術・工学分野の参考図書、専門図書中心。洋書のペンギン・ブックスを所蔵。

千葉県立東部図書館
- 所在地　旭市ハ349（北緯35度42分52.2秒 東経140度38分51.9秒 / 北緯35.714500度 東経140.647750度）
- 文学・歴史分野の参考図書、専門図書、基本図書中心。英語、中国語、韓国・朝鮮語図書も所蔵。

### 施設の画像

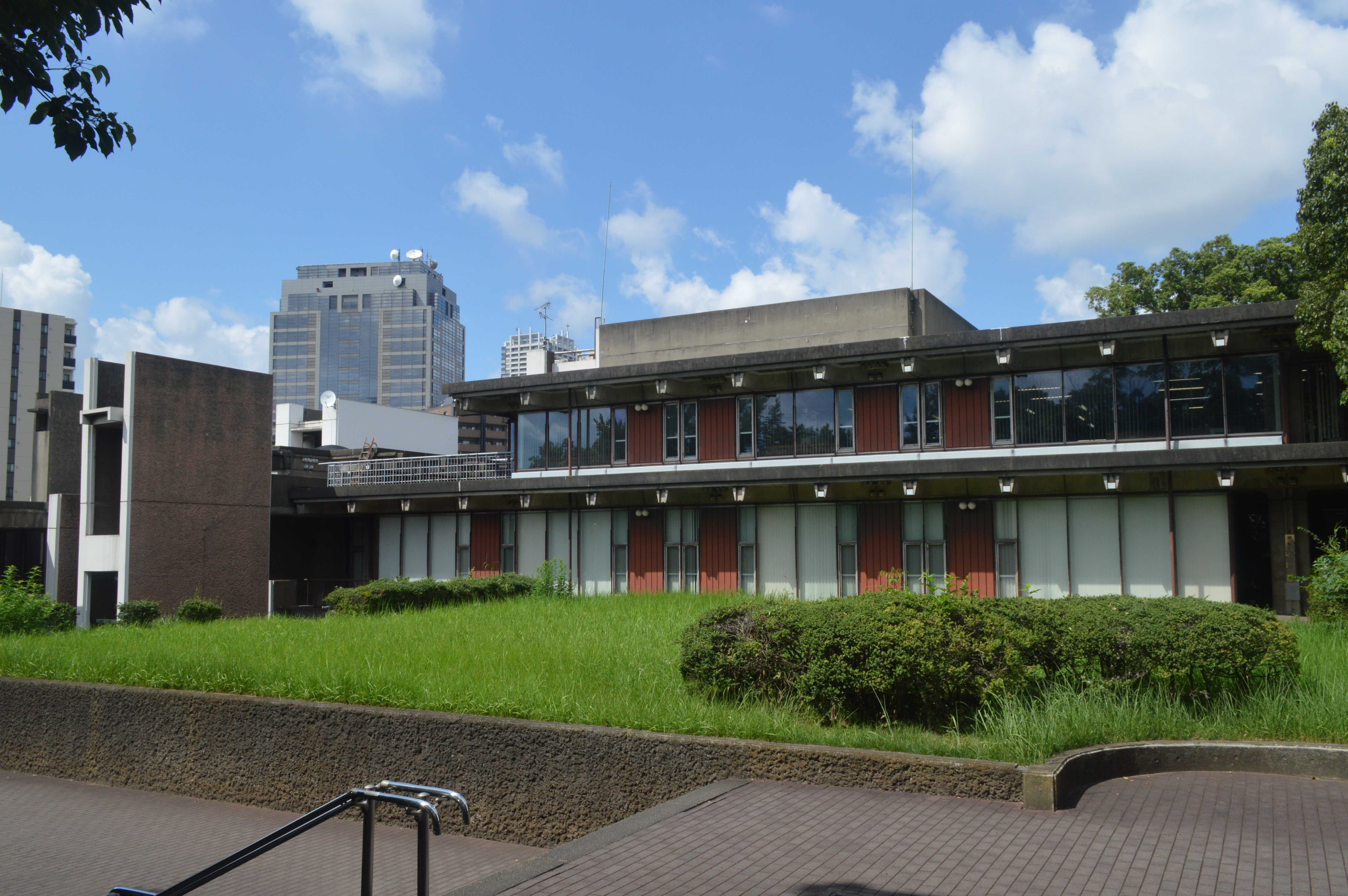
中央図書館
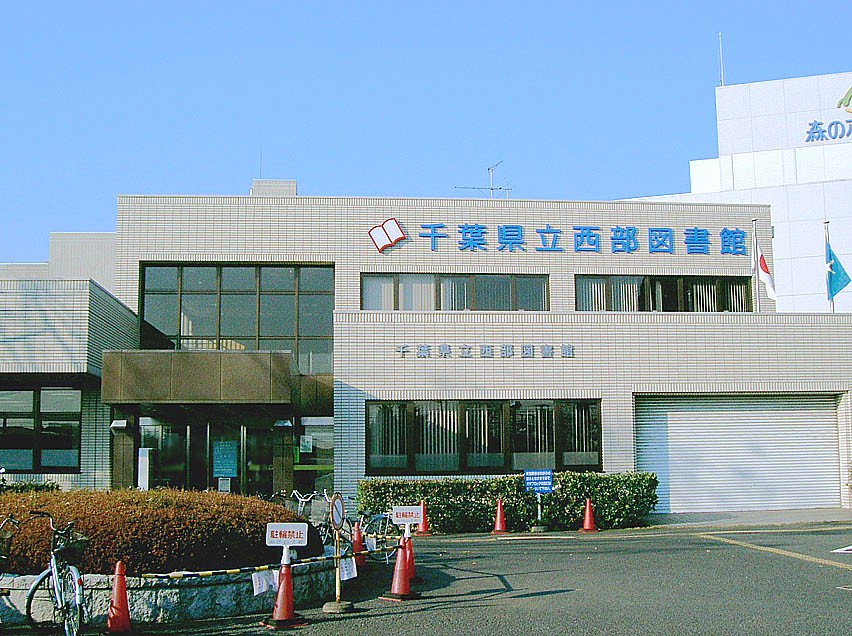
西部図書館
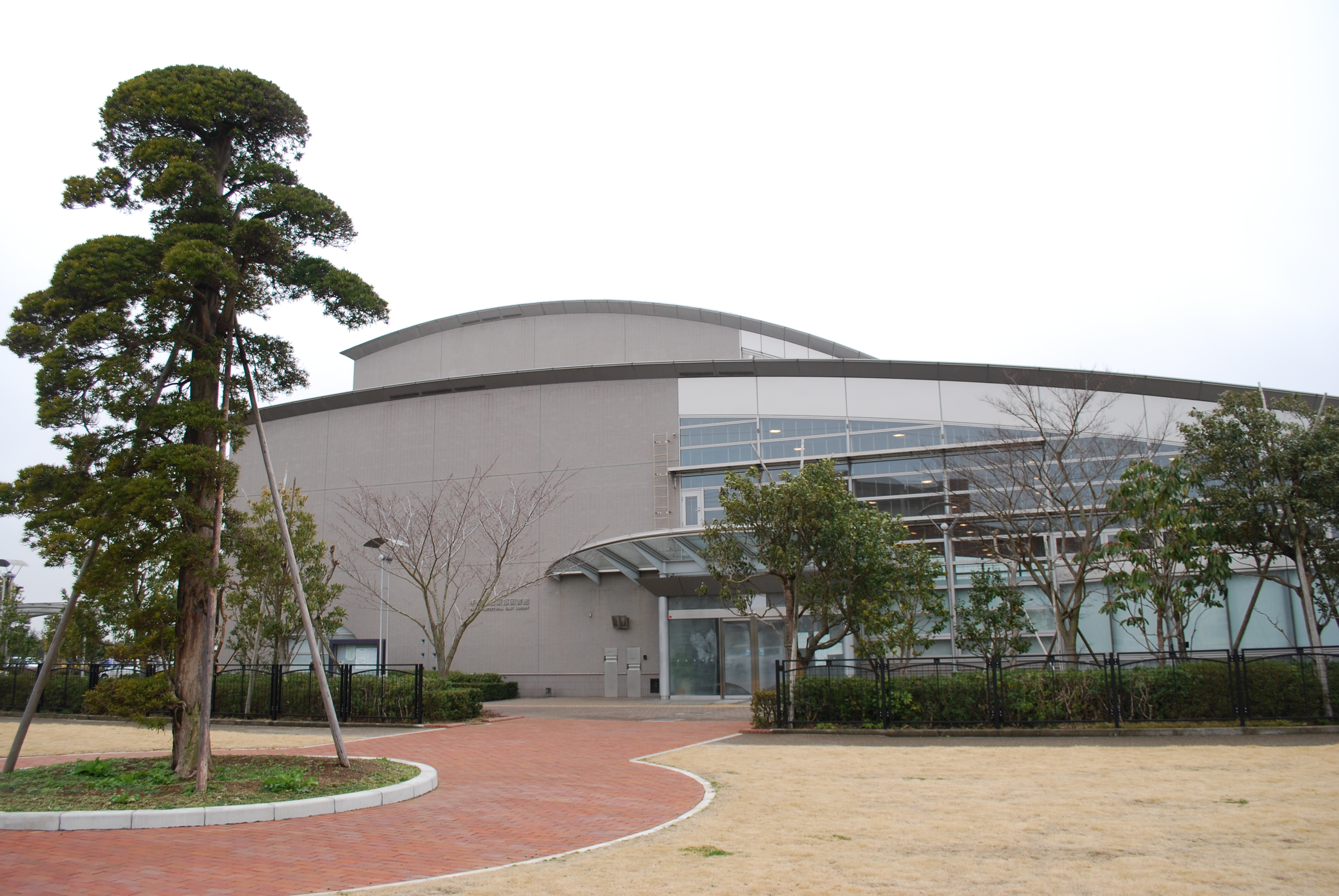
東部図書館